# Hans Leicht
Hans Leicht (n. 8 iulie 1886, Sighișoara, Transilvania – d. 29 septembrie 1937, Budapesta) a fost un jurist, politician, poet și traducător. Nu trebuie confundat cu istoricul și orientalistul german omonim născut în 1920.

## Viața
Hans Leicht s-a născut pe data de 8 iulie 1886 la Sighișoara. A studiat limba maghiară la colegiul reformat maghiar din Cluj. Mai târziu a studiat dreptul la Universitatea din Cluj, la Universitatea Humboldt din Berlin și la Universitatea din München, luându-și doctoratul. Până la chemarea sa în armată în Primul Război Mondial a lucrat ca avocat la Sighișoara.
Din prima căsătorie, cu Elisabeth Leicht (fiica lui Josef Bacon), a avut trei fete: Elisabeth Hering, Irmgard Gitschner și Gerda Leicht.
După război, Leicht a fost numit de către guvernul Mihály Károlyi referent pentru minoritatea săsească în „Comisariatul Superior Ardeal“. După ce Ardealul a fost cedat României în urma Tratatului de la Trianon, Leicht s-a mutat la Budapesta. Acolo s-a reîntâlnit cu Béla Kun, colegul său de la Cluj, și a devenit subsecretar de stat în Comisariatul popular pentru minoritățile naționale. Leicht a înființat la Budapesta un teatru în limba germană, la a cărui premieră a ținut o cuvântare. A scris o constituție pentru populația germană din actuala regiune Burgenland, constituție care nu a intrat în vigoare niciodată.
În timpul căderii Republicii sovietelor și a persecutării ulterioare a comuniștilor, Leicht - care a fost declarat nevinovat de către un tribunal pentru chestiuni de onoare - a rămas practic neafectat. După aceea a lucrat, căsătorit a doua oară, ca avocat la Budapesta și a activat pentru înțelegerea între populația maghiară și cea germană.
Leicht, nepot al poetului Ernst Thullner, a scris multe poezii și a tradus din limba maghiară în limba germană.

## Scrieri
- Hans Leicht: Gedichte Zusammengestellt von Richard Ackner, Neubrandenburg, 2000
- Ein Perlenstrauss ungarischer Dichtungen, Übertragen von Hans Leicht, Verl. d. Kön. Ung. Univ. Druckerei, Budapest, 1939
- Lyrik aus Ungarn, Übertragen von Hans Leicht, Schünemann, Bremen 1941 (3. Auflage)